# Richard N. Hackett

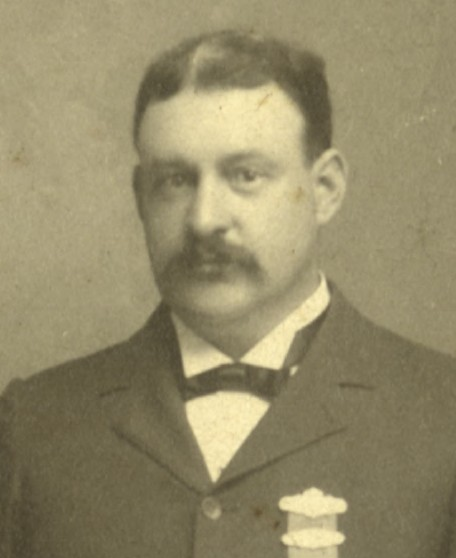
Richard Nathaniel Hackett (um 1900/1901)

Richard Nathaniel Hackett (* 4. Dezember 1866 in Wilkesboro, North Carolina; † 22. November 1923 in Statesville, North Carolina) war ein US-amerikanischer Politiker. Zwischen 1907 und 1909 vertrat er den Bundesstaat North Carolina im US-Repräsentantenhaus.

## Werdegang
Richard Hackett besuchte die Wilkesboro High School und studierte danach bis 1887 an der University of North Carolina in Chapel Hill. Nach einem anschließenden Jurastudium und seiner 1888 erfolgten Zulassung als Rechtsanwalt begann er in Wilkesboro in diesem Beruf zu arbeiten. Gleichzeitig schlug er als Mitglied der Demokratischen Partei eine politische Laufbahn ein.
Zwischen 1890 und 1923 war er Bezirksvorsitzender seiner Partei im Wilkes County. Während der gleichen Zeitspanne gehörte er auch dem demokratischen Staatsvorstand in North Carolina an. Von 1894 bis 1896 war Hackett Bürgermeister von Wilkesboro. Im Jahr 1889 vertrat er seinen Heimatstaat bei den Feierlichkeiten anlässlich der 100. Wiederkehr der Amtseinführung von Präsident George Washington in New York City. 1896 kandidierte er noch erfolglos für den Kongress.
Bei den Kongresswahlen des Jahres 1906 wurde Hackett dann aber im achten Wahlbezirk von North Carolina in das US-Repräsentantenhaus in Washington, D.C. gewählt, wo er am 4. März 1907 die Nachfolge von Edmond Spencer Blackburn antrat. Da er im Jahr 1908 nicht bestätigt wurde, konnte er bis zum 3. März 1909 nur eine Legislaturperiode im Kongress absolvieren. Nach seinem Ausscheiden aus dem US-Repräsentantenhaus praktizierte Hackett als Anwalt in North Wilkesboro. Er starb am 22. November 1923 in Statesville.